# FCMR
FCMR (англ. Fc fragment of IgM receptor) — білок, який кодується однойменним геном, розташованим у людей на короткому плечі 1-ї хромосоми. Довжина поліпептидного ланцюга білка становить 390 амінокислот, а молекулярна маса — 43 146.
| 10         |  | 20         |  | 30         |  | 40         |  | 50         |
| ---------- |  | ---------- |  | ---------- |  | ---------- |  | ---------- |
| MDFWLWPLYF |  | LPVSGALRIL |  | PEVKVEGELG |  | GSVTIKCPLP |  | EMHVRIYLCR |
| EMAGSGTCGT |  | VVSTTNFIKA |  | EYKGRVTLKQ |  | YPRKNLFLVE |  | VTQLTESDSG |
| VYACGAGMNT |  | DRGKTQKVTL |  | NVHSEYEPSW |  | EEQPMPETPK |  | WFHLPYLFQM |
| PAYASSSKFV |  | TRVTTPAQRG |  | KVPPVHHSSP |  | TTQITHRPRV |  | SRASSVAGDK |
| PRTFLPSTTA |  | SKISALEGLL |  | KPQTPSYNHH |  | TRLHRQRALD |  | YGSQSGREGQ |
| GFHILIPTIL |  | GLFLLALLGL |  | VVKRAVERRK |  | ALSRRARRLA |  | VRMRALESSQ |
| RPRGSPRPRS |  | QNNIYSACPR |  | RARGADAAGT |  | GEAPVPGPGA |  | PLPPAPLQVS |
| ESPWLHAPSL |  | KTSCEYVSLY |  | HQPAAMMEDS |  | DSDDYINVPA |  |            |

A: Аланін

C: Цистеїн

D: Аспарагінова кислота

E: Глутамінова кислота

F: Фенілаланін

G: Гліцин

H: Гістидин

I: Ізолейцин

K: Лізин

L: Лейцин

M: Метіонін

N: Аспарагін

P: Пролін

Q: Глутамін

R: Аргінін

S: Серин

T: Треонін

V: Валін

W: Триптофан

Кодований геном білок за функцією належить до фосфопротеїнів.
Задіяний у такому біологічному процесі як імунітет.
Локалізований у мембрані.
Також секретований назовні.